# Festival de Bad Hersfeld

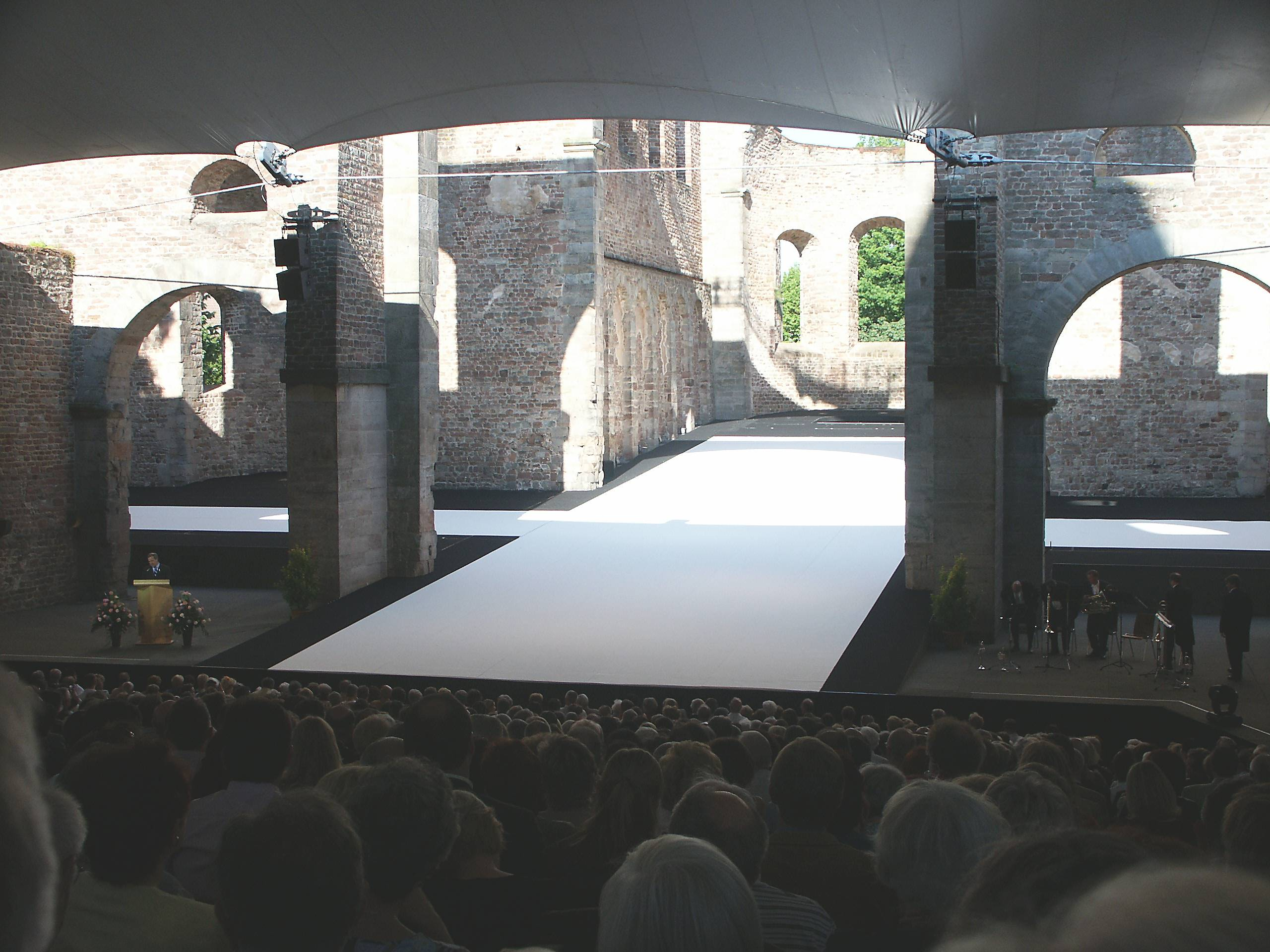
La scène du festival dans les ruines de l'Abbaye

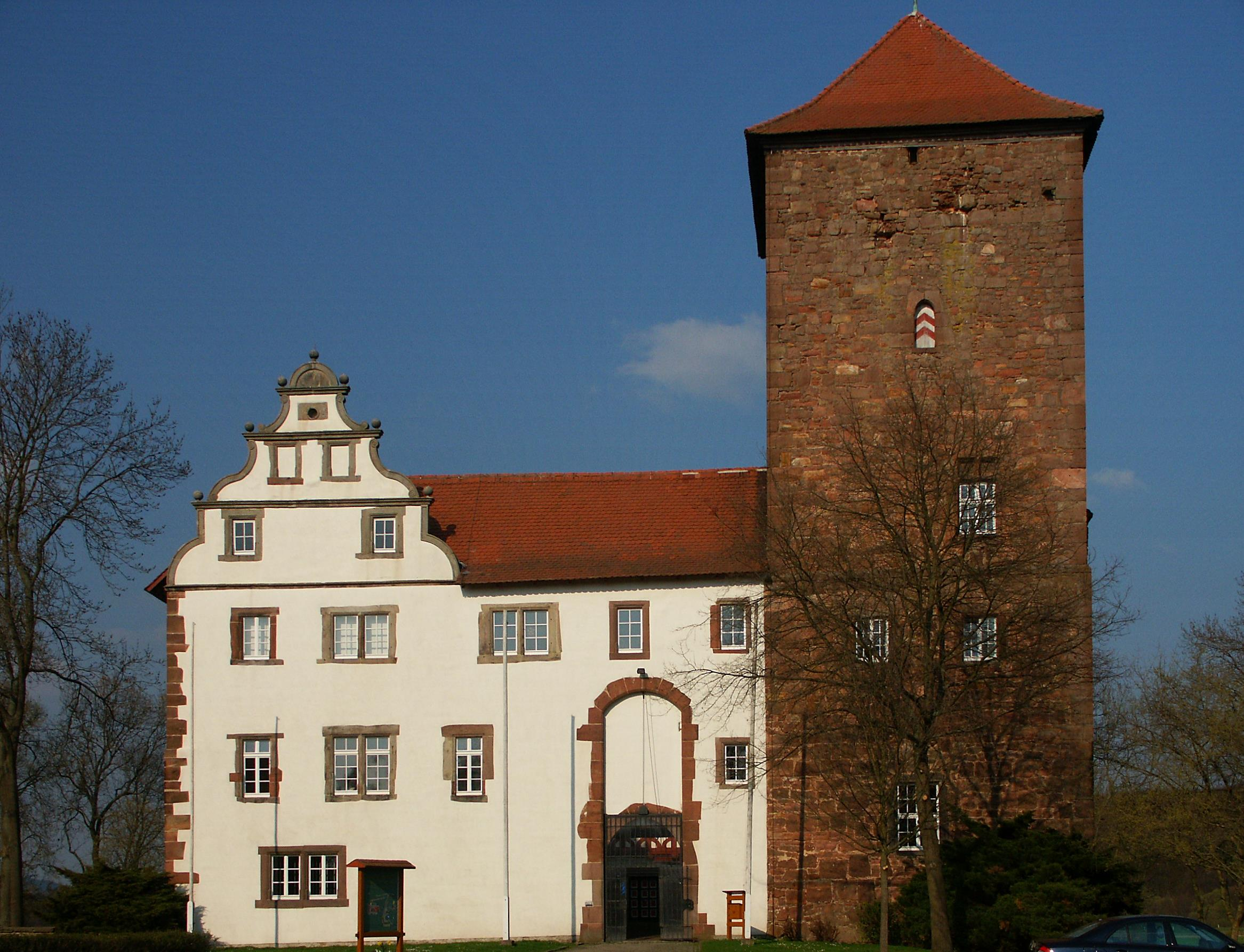
Le château de Eichhof, où se joue une pièce de théâtre comique.

Le festival de Bad Hersfeld (en allemand, Bad Hersfelder Festspiele) est un festival de théâtre allemand qui se déroule à Bad Hersfeld, dans le Land de Hesse, depuis 1951.
Le festival de Bad Hersfeld a lieu chaque année à partir de mi-juin jusqu'à début août dans la ville de Bad Hersfeld. Il est connu comme le festival de Salzbourg du Nord[réf. souhaitée].
Sur la scène de 1400 m² située dans les Stiftsruine de Bad Hersfeld (de), différents spectacles de musique ou de théâtre sont proposés pour tous les membres d'un public familial. Des sièges rembourrés peuvent accueillir 1636 spectateurs. Le toit mobile placé au-dessus de la salle des ruines du monastère permet des représentations quelle que soit la météo, afin que les visiteurs sont toujours assis au sec. En outre, une pièce de théâtre comique est donnée sur une scène en plein air dans la cour du château de Eichhof (de).
Le Hersfeld-Preis et un prix du public sont décernés chaque année dans le Bad Hersfelder Festspiele. Le prix est décerné sur la base des bulletins de vote du public émis lors de trois représentations de chaque spectacle. Le lauréat reçoit une bague offerte par les entreprises locales sur laquelle est gravée la Schwurhand (de) de Charlemagne avec en arrière-plan les ruines de l'abbaye.